# The Caves of Androzani
The Caves of Androzani (Las cuevas de Androzani) es el sexto serial de la 21.ª temporada de la serie británica de ciencia ficción Doctor Who, emitido originalmente en cuatro episodios, dos por semana, del 8 al 16 de marzo de 1984. Fue la última aparición regular de Peter Davison como el Quinto Doctor, así como la primera de Colin Baker como el Sexto Doctor. En 2009, los fanes votaron The Caves of Androzani como la mejor historia de Doctor Who de todos los tiempos.

## Argumento
El peligroso planeta desértico de Androzani Menor es la única fuente de una potente droga llamada Spectrox que fabrican los murciélagos que habitan las cuevas del planeta. El Spectrox tiene un gran valor para la población del cercano Androzani Mayor por su capacidad de extender la vida de alguien. Los intereses mineros del Spectrox están a cargo de Trau Morgus, el líder de un conglomerado de negocios de Androzani Mayor, pero sus operaciones se ven amenazadas por el enmascarado Sharaz Jek y su ejército de androides, que provocan la tensión pública en Androzani Mayor por la limitación de suministros. Morgus ha dado públicamente soporte económico al gobierno de Androzani Mayor para su lucha contra los androides de Jek, pero al mismo tiempo ha dado apoyo secreto a un grupo que vende armas a Jek para sacar beneficio de la guerra.
La TARDIS aterriza en Androzani Menor, y el Doctor y Peri deciden explorar una serie de pisadas que conducen a una cueva cercana. Al explorar, se ven atrapados brevemente en un montón de una extraña sustancia pegagosa, pero se liberan fácilmente. Al adentrarse más en las cuevas, descubren un montón de armas, pero les capturan entonces las fuerzas del general Chellak. Cuando les llevan al pelotón de ejecución, descubren que son androides, ya que el Doctor y Peri ya habían sido rescatados por Jek, que les había visto entrar en las cuevas y pudo preparar duplicados androides con la ayuda de su androide personal Salatheen.
En la base Jek, los dos se quejan de erupciones y calambres en el cuerpo donde tocaron la sustancia pegagosa. Salathenn, que también es un prisionero, se da cuenta de que están experimentando la primera fase de la sobredosis de Spectrox, por exponerse a la droga sin refinar, y les dice que aunque existe una antitoxina, requiere la leche de la reina murciélago. Desafortunadamente, por la actividad minera, todos los murciélagos han migrado a los niveles más profundos de las cuevas, donde no hay oxígeno. Antes de marcharse para encontrarse con los pistoleros y dejarlos bajo el cuidado de su guardia androide, Jek explica que busca venganza contra Morgus, porque fue por su culpa que su rostro quedó desfigurado. Después de marcharse Jek, el Doctor logra reprogramar a los androides, permitiéndole a Peri y a él escapar, pero rápidamente se encuentran con las fuerzas de Chellak. Peri vuelve a ser capturada mientras al Doctor le captura Stotz. Este decide llevar al Doctor a Androzani Mayor para ver a Morgus en persona. Mientras Stotz discute durante el viaje la situación con Morgus vía comunicación holográfica, Morgus ve que el Doctor aún está vivo, y temiendo un engaño mata al presidente de Androzani Mayor y hace sus propios planes de viajar a Androzani Menor para encargarse él mismo de todo. El Doctor logra quitarle a Stotz el control de la nave y se estrellan en la superficie de Androzani Menor. Débil por el envenenamiento del spectrox, se las compone para entrar en las cuevas e intentar rescatar a Peri.
Mientras tanto, Chellak planea un asalto a la base Jek, lo que le lleva a creer que hay un ataque oculto en otra parte. La batalla mata a prácticamente todas las fuerzas militares, incluyendo a Chellak, los pistoleros y los androides de Jek. Este logra rescatar a la inconsciente Peri de la base militar y devolverla a su base entre el caos. El Doctor llega, conteniendo los intentos de su cuerpo de regenerarse para liberarse del spectrox. Jek le proporciona un suministro limitado de aire y directrices para encontrar y ordeñar a la reina murciélago. Mientras el Doctor se marcha para conseguir la leche, Morgus llega al planeta, encontrado que su astuto secretario le ha depuesto del poder. Morgus rápidamente hace un trato con Stotz para matar a todos los pistoleros que queden, incluido Krepler, y después planea hacerse con el alijo personal de spectrox de Jex para que los dos puedan marcharse sin hacer ruido a otro planeta. Los dos se abren camino hasta la base de Jek, atraídos por los ventiladores que Jek está usando para mantener la temperatura de la base fresca para Peri. Tras una breve lucha, Jek, Morgus y Stotz mueren. El Doctor llega justo después de la batalla y se lleva a Peri de vuelta a la TARDIS en la superficie mientras el planeta erupciona a su alrededor. Al abrir la TARDIS, el Doctor tira al suelo por accidente parte de la leche de murciélago.
Dentro de la TARDIS, el Doctor le da a Peri la leche que queda y se derrumba. Peri se recupera rápidamente y le encuentra agonizando de dolor en el suelo. El Doctor le explica que sólo había leche suficiente para curarla a ella, pero que su cuerpo pronto se regenerará, aunque la sensación es diferente a la de sus regeneraciones anteriores. El Doctor comienza a alucinar, viendo imágenes de sus acompañantes anteriores que le animan a seguir luchando por su vida, apareciendo entonces El Amo riéndose de su estado. El Doctor dice Adric antes de lanzarse la regeneración, despertando inmediatamente el Sexto Doctor. Cuando Peri le pregunta que ha pasado, el Doctor le contesta "El cambio, querida, y parece que justo a tiempo..."

### Continuidad
Esta fue la última historia en la que apareció de forma regular Peter Davison como el Doctor. Davison volvería a aparecer en dos especiales benéficos: Dimensions in Time (1993) y Choque temporal (2007). The Caves of Androzani sigue siendo la historia favorita de Davison entre las que hizo, y ha dicho en numerosas entrevistas que si hubiera habido más guiones como ese durante su era, podrían haberle convencido de hacer una cuarta temporada.
En esta historia por fin se da una explicación a la pregunta de por qué el Quinto Doctor llevaba una rama de apio en la solapa desde Castrovalva (1982). Su encarnación del Doctor era alérgica a ciertos gases del rango "praxis" que provocarían que el apio se volviera púrpura si entraba en contacto con ellos. El Doctor entonces tendría que comerse el apio. Esta alergia no parece ser compartida por ninguna encarnación anterior o posterior. En la realidad, Peter Davison pidió que se diera una explicación al asunto en su última historia, y Eric Saward se inventó una explicación que incluyó en el guion final.

## Producción
| Episodio          | Fecha de emisión    | Duración | Espectadores en millones | Estado en el archivo  |
| ----------------- | ------------------- | -------- | ------------------------ | --------------------- |
| Episodio 1        | 8 de marzo de 1984  | 24:33    | 6,9                      | Cinta original en PAL |
| Episodio 2        | 9 de marzo de 1984  | 25:00    | 6,6                      | Cinta original en PAL |
| Episodio 3        | 15 de marzo de 1984 | 24:36    | 7,8                      | Cinta original en PAL |
| Episodio 4        | 16 de marzo de 1984 | 25:37    | 7,8                      | Cinta original en PAL |
| [ 2 ] [ 3 ] [ 4 ] |                     |          |                          |                       |

El título provisional de la historia era Chain Reaction (Reacción en cadena). Era la primera vez que el antiguo editor de guiones Robert Holmes escribía para la serie desde The Power of Kroll (1978), ya que Nathan-Turner quería usar guionistas nuevos en el programa.
La grabación se interrumpió por una huelga industrial que provocó un serio retraso en el rodaje. Como resultado, hubo que cortar dos secuencias. En la primera aparecían el Doctor y Peri en la apertura de la historia en la TARDIS. El Doctor le explicaba a Peri la razón de su visita a Androzani Menor. Al parecer, de pequeño, el Doctor había empezado una "colección de botellas de vidrio soplado" hechas con la arena de diferentes planetas. Había perdido la botella de Androzani y había decidido regresar allí para recuperar algo más de arena. En esta escena, Peri le decía "Eres un fastidio, Doctor". Sin embargo, cuando se hizo el montaje final del serial, se descubrió que algunas líneas de diálogo (como el Doctor diciendo "No soy un fastidio" y Peri comentando que el Doctor necesitaba arena para "hacer no se qué cristal") aludían a la secuencia cortada. Para corregirlo, Davison y Bryant doblaron parte de su conversación en la escena en que la TARDIS se materializaba en el planeta. La segunda escena que se cortó mostraba al Doctor luchando contra la bestia de magma en el episodio cuarto. Otras historias de Doctor Who que sufrieron efectos negativos por las huelgas industriales de finales de los setenta y principios de los ochenta fueron Resurrection of the Daleks (1984), que se retrasó un año, y Shada (1980), que se quedó incompleta.
Mientras está en su oficina, el personaje de Morgus rompe frecuentemente la cuarta pared hablando directamente a la cámara. Esto se produjo porque el actor John Normington confundía la dirección escénica. La regeneración del Quinto Doctor, como la del Cuarto Doctor, incluye un flashback de los acompañantes de esa encarnación. Sin embargo, para esta regeneración, se decidió hacer escenas especiales inéditas de los acompañantes de la era de Davison en lugar de usar imágenes de archivo. Esto hizo que Matthew Waterhouse, Sarah Sutton, Janet Fielding, Mark Strickson, Gerald Flood y Anthony Ainley volvieran para rodar sus cameos para la secuencia. Fielding, Strickson, Flood y Ainley todavía estaban bajo contrato para las historias de la temporada 21, pero hubo que hacer contratos especiales para Waterhouse, que se había ido en la temporada 19, y Sutton, que se había marchado en la 20. Johnny Byrne, creador del personaje de Nyssa (en su historia de 1981 The Keeper of Traken) recibió un pago de royalties por el uso del personaje en esa secuencia.
Davison ha bromeado en varias ocasiones cómo le "eclipsó" Nicola Bryant (Peri) en su última escena como el Doctor. Antes de que comiencen las alucinaciones, Davison está tumbado en el suelo y su cabeza descansa sobre Bryant, que está arrodillada ante él. Mientras él pronuncia sus últimas líneas, el vestuario suelto de Bryant deja ver todo el "canalillo". En los títulos de crédito del cuarto episodio, la cara del Sexto Doctor, Colin Baker aparece en lugar de la de Peter Davison, y Baker aparece acreditado en primer lugar como el Doctor antes que el propio Davison. Fue la primera, y hasta la fecha, última vez que el nuevo protagonista era acreditado antes que el antiguo. Los pantalones que Colin Baker llevaba en esa escena se modificaron para ajustarlos a su talla mayor. Davison después llevaría esos mismos pantalones cuando volvió a hacer el papel en el miniepisodio Choque Temporal.